# Představitelé Sin-ťiangu
Představitelé Sin-ťiangu stojí v čele správy Ujgurské autonomní oblasti Sin-ťiang. V čele správy Sin-ťiangu stojí předseda (ču-si, 主席) řídící lidovou vládu Ujgurské autonomní oblasti Sin-ťiang (Sin-ťiang Wej-wu-er c’-č’-čchü žen-min čeng-fu, 新疆维吾尔自治区人民政府). Nejvyšší politické postavení v oblasti má však tajemník sinťiangského oblastního výboru Komunistické strany Číny, vládnoucí politické strany oblasti i celého státu. K dalším předním představitelům Sin-ťiangu patří předseda oblastního lidového shromáždění (zastupitelského sboru) a předseda oblastního výboru Čínského lidového politického poradního shromáždění (ČLPPS).
V politickém systému Čínské lidové republiky, analogicky k centrální úrovni, má příslušný regionální výbor komunistické strany v čele s tajemníkem ve svých rukách celkové vedení, lidová vláda v čele předsedou (u autonomní oblasti), guvernérem (u provincie) nebo starostou (u města) řídí administrativu regionu, lidové shromáždění plní funkce zastupitelského sboru a lidové politické poradní shromáždění má poradní a konzultativní funkci.

## Tajemníci sinťiangského oblastního výboru Komunistické strany Číny (od 1949)
V letech 1949–1955 za stranickou práci v provincii Sin-ťiang odpovídalo sinťiangské subbyro ÚV KS Číny v čele s tajemníkem (od roku 1950 prvním tajemníkem). Od října 1955 vedl sinťiangský oblastní výbor KS Číny první tajemník s pomocí druhého tajemníka a několika dalších tajemníků a zástupců tajemníka. Po zřízení oblastního revolučního výboru během kulturní revoluce (po roce 1966) jeho předseda stanul i v čele komunistů provincie. Od roku 1971 opět fungoval oblastní výbor strany v čele s prvním tajemníkem. Od roku 1985 v čele oblastního výboru KS Číny stojí tajemník s několika zástupci tajemníka. Tajemníci sinťiangského oblastního výboru jsou od roku 2002 pravidelně členy politbyra ÚV KS Číny.
Ve sloupci „Další funkce“ jsou uvedeny nejvýznamnější úřady zastávané současně s výkonem funkce tajemníka sinťiangského výboru strany, případně pozdější působení v politbyru a stálém výboru politbyra.
| Portrét | Jméno (životní data)                          | Od            | Do            | Další funkce a poznámky |
| ------- | --------------------------------------------- | ------------- | ------------- | --- |
|         | Wang Čen (王震) (1908–1993)                   | 1949          | 1952          | později člen 11. a 12. politbyra ÚV KS Číny (1977–1987) a viceprezident ČLR (1988–1993) |
|         | Wang En-mao (王恩茂) (1913–2001)              | 1952          | 1966          | předseda sinťiangského oblastního výboru ČLPPS (1955–1964), později první tajemník ťilinského provinčního výboru KS Číny (1977–1981), a podruhé první tajemník sinťiangského oblastního výboru KS Číny (1981–1985), později místopředseda celostátního výboru ČLPPS (1986–1993)                                                    |
|         | Lung Šu-ťin (龙书金) (1910–2003)              | 1970          | 1972          | předseda sinťiangského revolučního výboru (1968–1972) |
|         | Saifuddin Azizi (سەيپىدىن ئەزىزى‎) (1915–2003) | červenec 1972 | leden 1978    | Ujgur, místopředseda stálého výboru VSLZ (1954–1993), předseda sinťiangského oblastního výboru ČLPPS (1955), předseda sinťiangského lidového výboru (1955–1967), předseda sinťiangského revolučního výboru (1972–1978), později místopředseda celostátního výboru ČLPPS (1993–1998)                                                |
|         | Wang Feng (刘兴元) (1910–1998)                | leden 1978    | říjen 1981    | předtím první tajemník ningsiaského oblastního výboru KS Číny (1958 a 1959–1961), první tajemník kansuského provinčního výboru KS Číny (1961–1966), předseda sinťiangského revolučního výboru (1978–1979), předseda sinťiangského oblastního výboru ČLPPS (1978–1979), později místopředseda celostátního výboru ČLPPS (1987–1988) |
|         | Wang En-mao (王恩茂) (1913–2001)              | říjen 1981    | říjen 1985    | předtím první tajemník sinťiangského oblastního výboru KS Číny (1952–1966), a první tajemník ťilinského provinčního výboru KS Číny (1977–1981), později místopředseda celostátního výboru ČLPPS (1986–1993) |
|         | Sung Chan-liang (宋汉良) (1934–2000)          | říjen 1985    | září 1994     | |
|         | Wang Le-čchüan (王乐泉) (* 1944)              | září 1994     | duben 2010    | člen 16. a 17. politbyra ÚV KS Číny (2002–2012) |
|         | Čang Čchun-sien (张春贤) (* 1953)             | duben 2010    | srpen 2016    | předtím ministr dopravy (2002–2005), tajemník chunanského provinčního výboru KS Číny (2005–2010), člen politbyra ÚV KS Číny (2012–2017), místopředseda stálého výboru VSLZ (2018–2023) |
|         | Čchen Čchüan-kuo (陈全国) (* 1955)            | srpen 2016    | prosinec 2021 | předtím tajemník tibetského oblastního výboru KS Číny (2011–2016), člen politbyra ÚV KS Číny (2017–2022) |
|         | Ma Sing-žuej (马兴瑞) (* 1959)                | prosinec 2021 | červenec 2025 | předtím guvernér Kuang-tungu (2016–2021), člen politbyra ÚV KS Číny (od 2022) |
|         | Čchen Siao-ťiang (陈小江) (* 1962)            | červenec 2025 | v úřadě       | předtím předseda Státní komise pro národnostní záležitosti (2020–2022), výkonný zástupce vedoucího oddělení jednotné fronty ÚV KS Číny (2022–2025) |

## Předsedové lidové vlády Sin-ťiangu (od 1949)
Civilní administrativu Sin-ťiangu v letech 1949–1955 řídila lidová vláda provincie Sin-ťiang (新疆省人民政府, Sin-ťiang šeng žen-min čeng-fu) v čele s předsedou (主席, ču-si). Od roku 1955 ji nahradil lidový výbor Ujgurské autonomní oblasti Sin-ťiang (新疆维吾尔自治区人民委员会, Sin-ťiang Wej-wu-er c’-č’-čchü žen-min wej-jüan-chuej) v čele s předsedou (主席, ču-si). Od září 1968 do srpna 1979 správu provincie vedl revoluční výbor Ujgurské autonomní oblasti Sin-ťiang (新疆维吾尔自治区革命委员会, Sin-ťiang Wej-wu-er c’-č’-čchü ke-ming wej-jüan-chuej) v čele s předsedou (主任, ču-žen). Od srpna 1979 stojí v čele administrativy oblasti lidová vláda Ujgurské autonomní oblasti Sin-ťiang (新疆维吾尔自治区人民政府, Sin-ťiang Wej-wu-er c’-č’-čchü žen-min čeng-fu) vedená předsedou (主席, ču-si).
| Portrét | Jméno (životní data)                           | Od            | Do            | Další funkce a poznámky |
| ------- | ---------------------------------------------- | ------------- | ------------- | --- |
|         | Burhan Šähidi (بۇرھان شەھىدى‎) (1894–1989)      | prosinec 1949 | září 1955     | Ujgur, předtím předseda sinťiangské koaliční vlády (1949), později předseda oblastního výboru ČLPPS (1955–1964), místopředseda celostátního výboru ČLPPS (1980–1988) |
|         | Saifuddin Azizi (سەيپىدىن ئەزىزى‎) (1915–2003)  | září 1955     | leden 1967    | Ujgur, předseda sinťiangského oblastního výboru ČLPPS (1955), později první tajemník sinťiangského oblastního výboru KS Číny (1972–1978), předseda sinťiangského revolučního výboru (1972–1978), místopředseda stálého výboru VSLZ (1954–1993), místopředseda celostátního výboru ČLPPS (1993–1998)                                             |
|         | Lung Šu-ťin (龙书金) (1910–2003)               | září 1968     | červenec 1972 | první tajemník sinťiangského oblastního výboru KS Číny (1971–1972) |
|         | Saifuddin Azizi (سەيپىدىن ئەزىزى‎) (1915–2003)  | červenec 1972 | leden 1978    | Ujgur, předtím předseda sinťiangského oblastního výboru ČLPPS (1955), předseda sinťiangského lidového výboru (1955–1967), první tajemník sinťiangského oblastního výboru KS Číny (1972–1978), místopředseda stálého výboru VSLZ (1954–1993), později místopředseda celostátního výboru ČLPPS (1993–1998)                                        |
|         | Wang Feng (汪锋) (1910–1998)                   | leden 1978    | srpen 1979    | předtím první tajemník ningsiaského oblastního výboru KS Číny (1958 a 1959–1961), první tajemník kansuského provinčního výboru KS Číny (1961–1966), první tajemník sinťiangského oblastního výboru KS Číny (1978–1981), předseda sinťiangského oblastního výboru ČLPPS (1978–1979), později místopředseda celostátního výboru ČLPPS (1987–1988) |
|         | Ismail Ähmäd (ئىسمائىل ئەھمەد‎) (1935–2018)     | srpen 1979    | prosinec 1985 | Ujgur, později předseda Státní komise pro národnostní záležitosti (1986–1988), místopředseda celostátního výboru ČLPPS (1988–1993), místopředseda stálého výboru VSLZ (2003–2008) |
|         | Tömür Dawamät (تۆمۈر داۋامەت‎) (1919–2005)      | prosinec 1985 | leden 1993    | Ujgur, předtím předseda sinťiangského oblastního lidového shromáždění (1979–1985), později místopředseda stálého výboru VSLZ (1993–2003) |
|         | Ablät Abdurišit (ئابلەت ئابدۇرىشىت‎) (* 1942)   | leden 1993    | leden 2003    | Ujgur, později předseda sinťiangského oblastního lidového shromáždění (2003–2004), později místopředseda celostátního výboru ČLPPS (2003–2013) |
|         | Ismail Tiliwaldi (ئىسمائىل تىلىۋالدى‎) (* 1944) | leden 2003    | prosinec 2007 | Ujgur, později místopředseda stálého výboru VSLZ (2008–2013) |
|         | Nur Bäkri (نۇر بەكرى‎) (* 1961)                 | prosinec 2007 | prosinec 2014 | Ujgur |
|         | Šöhrät Zakir (شۆھرەت زاكىر‎) (* 1953)           | prosinec 2014 | září 2021     | Ujgur, předtím předseda sinťiangského oblastního lidového shromáždění (2014), později místopředseda stálého výboru VSLZ (2023– ) |
|         | Erkin Tunijaz (ئەركىن تۇنىياز‎) (* 1962)        | září 2021     | v úřadě       | Ujgur, do ledna 2023 úřadující |

## Předsedové sinťiangského oblastního lidového shromáždění (od 1979)
| Jméno (životní data)                         | Od            | Do            | Další funkce a poznámky                                                                                                   |
| -------------------------------------------- | ------------- | ------------- | --- |
| Tömür Dawamät (تۆمۈر داۋامەت‎) (1919–2005)    | září 1979     | prosinec 1985 | Ujgur, později předseda sinťiangské oblastní lidové vlády (1985–1993), místopředseda stálého výboru VSLZ (1993–2003)      |
| Hamudun Nijaz (ھامۇدۇن نىياز‎) (* 1932)       | prosinec 1985 | leden 2003    | Ujgur |
| Ablät Abdurišit (ئابلەت ئابدۇرىشىت‎) (* 1942) | leden 2003    | leden 2004    | Ujgur, předtím předseda sinťiangské lidové vlády (1993–2003), později místopředseda celostátního výboru ČLPPS (2003–2013) |
| Abdurähim Amät (ئابدۇرەھىم ئامەت‎) (* 1942)   | leden 2004    | leden 2008    | Ujgur |
| Ärkin Iminbaqi (ئەركىن ئىمىنباقى‎) (* 1953)   | leden 2008    | leden 2014    | Ujgur, později místopředseda stálého výboru VSLZ (2013–2023)                                                              |
| Šöhrät Zakir (شۆھرەت زاكىر‎) (* 1953)         | leden 2014    | prosinec 2014 | Ujgur, později předseda sinťiangské lidové vlády (2014–2021), místopředseda stálého výboru VSLZ (2023– )                  |
| Näjim Jasin (نەيىم ياسىن‎) (* 1952)           | leden 2015    | leden 2018    | Ujgur |
| Šäwkät Imin (شەۋكەت ئىمىن‎) (* 1959)          | leden 2018    | leden 2023    | Ujgur |
| Zumrät Obul (زۇمرەت ئوبۇل‎) (* 1965)          | leden 2023    | úřadující     | Ujgurka, žena |

## Předsedové sinťiangského oblastního výboru Čínského lidového politického poradního shromáždění (ČLPPS, od 1955)
| Jméno (životní data)                                 | Od          | Do          | Další funkce a poznámky |
| ---------------------------------------------------- | ----------- | ----------- | --- |
| Saifuddin Azizi (سەيپىدىن ئەزىزى‎) (1915–2003)        | únor 1955   | říjen 1955  | Ujgur, předseda sinťiangského lidového výboru (1955–1967), později první tajemník sinťiangského oblastního výboru KS Číny (1972–1978), předseda sinťiangského revolučního výboru (1972–1978), místopředseda stálého výboru VSLZ (1954–1993), místopředseda celostátního výboru ČLPPS (1993–1998)                                           |
| Burhan Šähidi (بۇرھان شەھىدى‎) (1894–1989)            | říjen 1955  | březen 1964 | Ujgur, předtím předseda sinťiangské koaliční vlády (1949), předseda sinťiangské provinční lidové vlády (1949–1955), později místopředseda celostátního výboru ČLPPS (1980–1988) |
| Wang En-mao (王恩茂) (1913–2001)                     | březen 1964 | únor 1978   | první tajemník sinťiangského oblastního výboru KS Číny (1952–1966), první tajemník ťilinského provinčního výboru KS Číny (1977–1981), první tajemník sinťiangského oblastního výboru KS Číny (1981–1985), později místopředseda celostátního výboru ČLPPS (1986–1993)                                                                      |
| Wang Feng (刘兴元) (1910–1998)                       | únor 1978   | září 1979   | předtím první tajemník ningsiaského oblastního výboru KS Číny (1958 a 1959–1961), první tajemník kansuského provinčního výboru KS Číny (1961–1966), první tajemník sinťiangského oblastního výboru KS Číny (1978–1981), předseda sinťiangského revolučního výboru (1978–1979), později místopředseda celostátního výboru ČLPPS (1987–1988) |
| Čang Š’-kung (张世功) (1906–1992)                    | září 1979   | duben 1983  | |
| Ismail Jasinof (ئىسمائىل ياسىنوف‎) (1916–2010)        | duben 1983  | leden 1988  | Ujgur |
| Badaj (巴岱) (1930–2022)                             | leden 1988  | leden 1993  | Mongol |
| Žänäbil (贾那布尔) (* 1934)                          | leden 1993  | leden 2003  | Kazach |
| Aschat Kerimbaj (اسقات كەرىمباي ۇلى) (* 1945)        | leden 2003  | leden 2013  | Kazach |
| Nurlan Äbilmäžinuly (نۇرلان ٴابىلماجىن ۇلى) (* 1966) | leden 2013  | úřadující   | Kazach |